# Räddningsstation Trosa (sjöräddning)
Räddningsstation Trosa är en av Sjöräddningssällskapets räddningsstationer. 
Räddningsstation Trosa ligger i Trosa. Den inrättades 1996 och har 22 frivilliga räddare. 

## Räddningsfarkoster
- 12-21 Henry Andersson, ett 11,8 meter långt täckt räddningsfartyg av Victoriaklass, byggt 2007
- Rescue Lillie af Vivesta av Gunnel Larssonklass, byggd 2017
- S-6 Rescue Enok, en 5,55 meter lång täckt svävare, byggd 2008

## Tidigare räddningsfarkoster
- 6-10 Rescue Falstaff Wallenius, en 6,45 meter lång tidigare man-över-bordbåt, byggd 1999